# Trackball

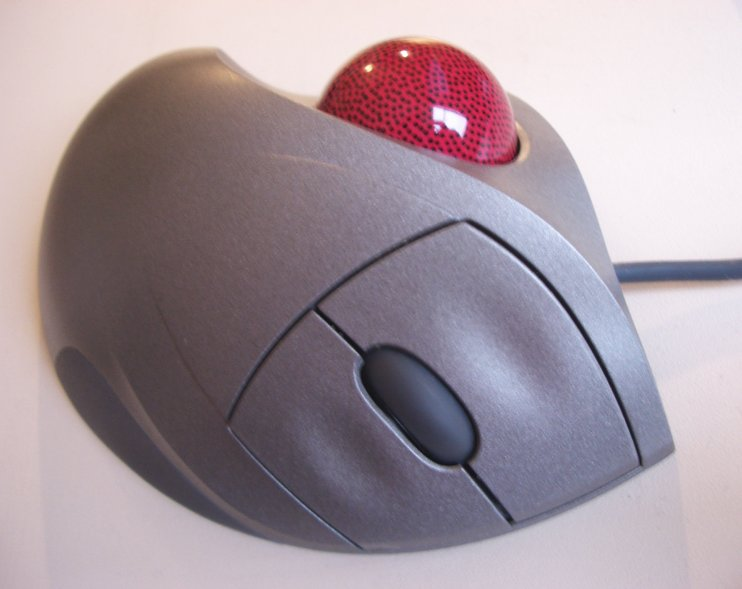
Trackball Logitech TrackMan

Trackball je vstupní počítačové zařízení podobné myši.
Trackball je kulička umístěná v podložce, jíž se dá pohybem dotýkajících se prstů nebo dlaně pohybovat. Je navrchu, ale jinak je obdobná kuličce v myši, ve které se otáčí třením o podložku. Snímání jeho pohybu je ale principiálně totožné. Bývá buď samostatně - obdobně jako myš - nebo zabudován ve větším zařízení, např. v klávesnici nebo v notebooku.
Trackball je nasazován v případě, kdy standardní myš není vhodná (průmyslové použití, veřejné informační stánky), nebo pro odvětví, kde je potřeba velmi přesné polohování kurzoru. Například pro použití v počítačové grafice, aplikacích typu CAD, nebo DTP. Naopak se příliš nehodí pro rychlý pohyb s vysokou přesností, který je požadován například v počítačových hrách, kde jej nahradil především joystick.
Také je nezbytnou pomůckou pro mnoho postižených lidí, kteří nemohou pro dysfunkci motoriky používat běžnější polohovací zařízení, jako je myš.

## Historie
Trackball byl vynalezen jako část radarového vykreslovacího systému pojmenovaném Comprehensive Display System (CDS) Ralphem Benjaminem, který pracoval pro britské Royal Navy Scientific Service. Benjaminův projekt užíval analogových počítačů k vypočítání budoucí polohy cíle letadel založený na několika počátečních bodech poskytnutých uživatelem pomocí joysticku. Benjamin cítil, že je třeba vynaleznout vkusnější vstupní zařízení a vymyslel ball tracker systém pojmenovaný roller ball pro tento účel v roce 1946. Zařízení bylo patentováno v roce 1947, ale byl postaven jenom jediný prototyp využívající kovovou kuličku otáčející se na dvou pogumovaných kolečkách a toto zařízení bylo uchováno jako vojenské tajemství.
Trackball byl poprvé sestrojen Tomem Cranstonem, Fredem Longstaffem a Kenyonem Taylorem jako součást Royal Canadian Navy's DATAR systému v roce 1952. DATAR byl podobný v pojetí k displeji Benjamina, ale využíval digitálních počítačů k výpočtu tratí a odesílal výsledná data komandovým lodím používajících rádiové signály pulzně kódové modulace. Tento trackball používal kanadskou five-pin bowlingovou kuličku.
Trackball DATARu používal čtyř disků k zachycení pohybu, po dvou pro pohyb po ose X a po dvou pro pohyb po ose Y . Několik válečků poskytlo mechanickou podporu. Když bylo kuličkou otáčeno, zachycující disky se otočily a kontakty na jejich vnějších okrajích vytvořily periodický kontakt s dráty produkujícími impulsy z výstupu s každým pohybem kuličky. Počítáním impulsů mohl být rozeznán fyzický pohyb kuličky.
Od roku 1966 americká společnost Orbit Instrument Corporation vyrobila zařízení pojmenované X-Y Ball Tracker, který byl zabudován do radarových letových ovládacích pultů.
Podobné zařízení trackballu v německém Bundesanstalt für Flugsicherung bylo sestrojeno týmem kolem Rainera Mallebreina z Telefunken Konstanz jako součást vývoje pro Telefunkenovu počítačovou infrastrukturu kolem hlavní konstrukce TR 440, procesový počítač TR 86 a video terminál SIG 100-86, který začal v roce 1965. Tento trackball byl pojmenován Rollkugel (německy „kutálející se kulička“). Poněkud později vedl nápad změněny tohoto zařízení k představení první počítačové kuličkové myši (stále pojmenované Rollkugel, model RKS 100-86), která byla navržena jako alternativní vstupní zařízení ke světelným perům a trackballům pro Telefunkenský počítačový systém od roku 1968.
V pozdějších modelech trackballu byly kontakty nahrazeny „chopper kolečkem“, které mělo vyřezané malé otvory ve stejných místech jako kontakty. LED dioda vrhala světlo skrz otvory na optický snímač. Jak disk rotoval, otvory střídavě tvořily řadu a potom blokovaly světlo z LED diody, způsobující impulsy vytvářené ve snímači. Obsluha byla jinak podobná.
Myš používala stejný základní systém rozeznávající pohyb, ale měla problém, že kulička byla v kontaktu se stolem nebo podložkou na myš. Aby bylo možné zajistit plynulý pohyb, kulička byla často pokryta protiskluzovým povrchem, který byl záměrně lepkavý. Pohybování myší mělo tendence sbírat nečistotu a zanést ji do systému, kde by mohla znemožnit otáčení chopper kolečka, což by vyžadovalo vyčištění. Oproti tomu je trackball v kontaktu jenom s uživatelovou rukou a má tendenci být čistější.
Pozdější nahrazení kuliček z myší za přímou optickou stopu v roce 1990 přivedlo trackball do nevýhody a zahnalo ho k ústupu do kouta, ale jeho výrazné přednosti zůstaly důležité. Většina trackballů dnes užívá přímou optickou stopu, která sleduje body na kuličce.
Většina trackballů má dnes, jako moderní myši, přídavné zařízení primárně určené pro rolování. Některé mají rolovací kolečko jako většina myší, ale nejčastějším typem je rolovací kroužek (prsten), který se otáčí kolem kuličky. Kesington SlimBlade Trackball podobně sleduje kuličku samotnou ve třech rozměrech (dimenzích) pro rolování.
Od roku 2013 se výrobě spotřebních trackballů věnují dvě společnosti, Logitech a Kensington, ačkoli Logitech zúžil její produkovanou řadu do dvou modelů. Ostatní menší společnosti příležitostně nabízejí trackbally v jejich produkované řadě. Microsoft byl hlavní výrobce, zahrnující model pro děti nazvaný EasyBall, ale přerušil výrobu všech jeho produktů. Trackball Explorer od Microsoftu je stále populární.